# Ideopsis galaecia
Ideopsis galaecia är en fjärilsart som beskrevs av Hans Fruhstorfer 1910. Ideopsis galaecia ingår i släktet Ideopsis och familjen praktfjärilar. Inga underarter finns listade i Catalogue of Life.